# یوجی تاجیری
یوجی تاجیری (انگلیسی: Yūji Tajiri؛ زادهٔ ۱۹۶۸ (۵۶–۵۷ سال)) کارگردان فیلم، بازیگر، و فیلم‌نامه‌نویس اهل ژاپن است.